# Горобець Михайло Юрійович
Миха́йло Ю́рійович Горобе́ць — старший сержант Збройних сил України, учасник російсько-української війни.

## Нагороди
- 19 липня 2014 року — за особисту мужність і героїзм, виявлені у захисті державного суверенітету та територіальної цілісності України, вірність військовій присязі під час російсько-української війни, відзначений — нагороджений орденом «За мужність» III ступеня.[1]
- 2 грудня 2016 року — За особистий внесок у зміцнення обороноздатності Української держави, мужність, самовідданість і високий професіоналізм, виявлені під час виконання військового обов'язку, та з нагоди Дня Збройних Сил України нагороджений орденом «За мужність» II ступеня .[2]